# Fußball in Brasilien
Fußball ist Brasiliens Nationalsport. Die brasilianischen Fußballer gelten seit Jahrzehnten als technisch besonders begabt und erfinderisch, die Nationalmannschaft dominierte in den späten 1950er und in den 1960er Jahren den internationalen Fußball und stand in der seit 1993 veröffentlichten FIFA-Weltrangliste mit einer einjährigen Unterbrechung von 1995 bis Januar 2007 an der Spitze.
Mit fünf Weltmeistertiteln der Männer-Nationalmannschaft (1958, 1962, 1970, 1994 und 2002) ist Brasilien die erfolgreichste Fußballnation der Welt. Viele Brasilianer wie Arthur Friedenreich, Garrincha, Pelé, Rivelino, Zico, Sócrates, Romário, Rivaldo, Roberto Carlos, Ronaldo, Ronaldinho, Kaká und Neymar gehörten und gehören zu den besten Fußballspielern der Welt. Bei den Frauen erlangten vor allem die sechsfache Weltfußballerin Marta und ihre langjährige Sturmpartnerin in der Nationalmannschaft Cristiane zu Bekanntheit.
Wegen der immensen Größe des Landes gab es zunächst nur mehrere regionale Wettbewerbe und wechselnde Austragungsmodi für eine nationale Meisterschaft, bevor eine gesamtbrasilianische Liga entstand. Die großen Clubs konzentrieren sich in Rio de Janeiro, São Paulo, Belo Horizonte und Porto Alegre, was zu häufigen Stadtderbys und einer intensiven Rivalität der Städte führt. Erfolgreiche Vereine sind Fluminense, Flamengo, Botafogo FR und CR Vasco da Gama aus Rio, Corinthians São Paulo, Palmeiras, FC Santos und der FC São Paulo aus São Paulo, Cruzeiro EC und Atlético Mineiro aus Belo Horizonte, und Grêmio FBPA und SC Internacional aus Porto Alegre. Die Vereine können finanziell nicht mit den großen europäischen Clubs mithalten, so dass etwa 5000 brasilianische Fußballprofis weltweit in anderen Ligen spielen. Spieler und Vereine sind in der Confederação Brasileira de Futebol (CBF) organisiert.

## Verband
Der brasilianische Fußballverband Confederação Brasileira de Futebol (CBF) wurde am 20. August 1914 (nach anderen Angaben am 6. Juni) als Federação Brasileira de Sports (FBS) gegründet. 1916 wurde er durch eine Verschmelzung zum Confederação Brasileira de Desportos (CBD) und änderte den Namen 1979 schließlich zur heutigen Bezeichnung. Präsident ist seit 2012 José Maria Marin, als Nachfolger von Ricardo Teixeira. Der CBF gehörte 1916 zu den Gründungsmitgliedern des südamerikanischen Fußballverbandes CONMEBOL und ist seit 1923 Mitglied des Weltverbandes FIFA. Der Verband hat seinen Sitz in Rio de Janeiro. Von 1958 bis 1975 war João Havelange Präsident des CBF, der ab 1974 auch 24 Jahre lang (bis 1998) Präsident der FIFA war.

## Entwicklung des Vereinsfußballs

### Erste Vereine und Ligen

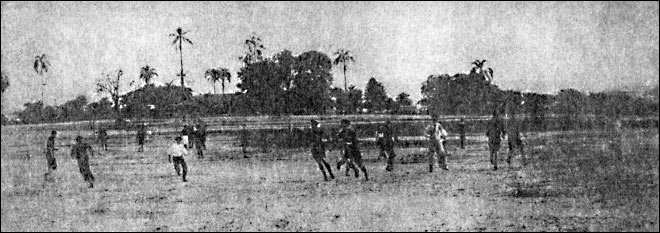
Eines der ersten Fußballspiele in Brasilien überhaupt: Germânia – Internacional (1899)

Wie in vielen anderen Ländern führte ein Engländer den Fußball in Brasilien ein. Charles William Miller, Sohn eines eingewanderten Eisenbahningenieurs, brachte 1894 aus seiner Studienzeit in England die Erfahrung einiger Jahre als Mittelstürmer in Southampton und zwei Lederbälle mit nach São Paulo.
Englische Kaufleute stellten dort und in Rio den größten Teil der Importeure, Ingenieure und Fabrikanten und hatten Sportclubs nach englischem Vorbild gegründet. Außerhalb der Cricketsaison begannen diese elitären Clubs nun mit dem Fußballspiel. Am 14. April 1895 fand das erste historisch belegte offizielle Fußballspiel in Brasilien statt. Dabei traten englische und brasilianische Mitarbeiter der São Paulo Gas Company gegen jene der São Paulo Railway Company an. Das Freundschaftsspiel endete mit einem 4:2-Sieg für die Mannschaft der São Paulo Railway. 1901 fand die erste Begegnung zwischen einem Amateurteam aus São Paulo und Mitgliedern eines Cricketclubs aus Rio de Janeiro.

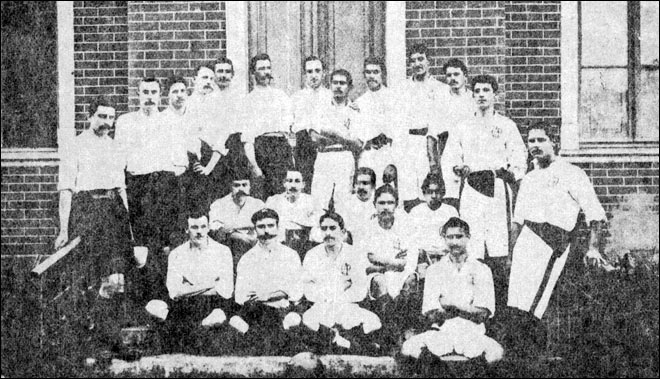
São Paulo Athletic 1902

Bald entstanden in den beiden großen Städten Fußball-Ligen. Zu den Gründungsmitgliedern zählten bereits die heutigen Spitzenclubs Fluminense, Botafogo in Rio und Grêmio in Porto Alegre. 1902 gewann die aus Engländern bestehende Mannschaft des São Paulo Athletic Club die erste Meisterschaft von São Paulo und verteidigte den Titel in den nächsten beiden Jahren. Mit dem Club Athletico Paulistano gelang es 1905 zum ersten Mal einem brasilianischen Team, die Vorherrschaft der Engländer zu brechen und Meister von São Paulo zu werden.
Bahia wurde 1905 der zweite Staat mit einer Fußballmeisterschaft und im Jahr darauf folgte der damalige Bundesdistrikt, die damalige Hauptstadt Brasiliens, Rio de Janeiro. Die erste Meisterschaft wurde 1906 ausgetragen.
Jahrelang blieb Fußball ein Sport der Eliten und wurde zunächst von Engländern dominiert. Aus dem Englischen entlehnte man zahlreiche Begriffe, wobei die harten Laute abgerundet und der eigenen Aussprache angepasst wurden: Aus goal wurde gol (gesprochen [gɔːł]), Team wandelte sich zu time [ˈtʃimi], der Strafstoß heißt penalty und aus Football machte man Futebol [futʃiˈbɔł].
Auch deutschstämmige Einwanderer hatten einen starken Einfluss auf den frühen Fußball in Brasilien. Bereits 1899 gründete der aus Hamburg stammenden Hans Nobiling den Sport Club Germânia (während des Zweiten Weltkriegs zwangsweise in Esporte Clube Pinheiros umbenannt). Im Jahr 1900 schlossen sich andere Deutschstämmige an der Grenze zu Uruguay im Sport Clube Rio Grande zusammen, dessen erstes offizielles Spiel am 18. Mai 1901 gegen die Mannschaft des englischen Kanonenbootes Nymphe stattfand. Die Einheimischen gewannen mit 2:1.

### Fußball wird Volkssport

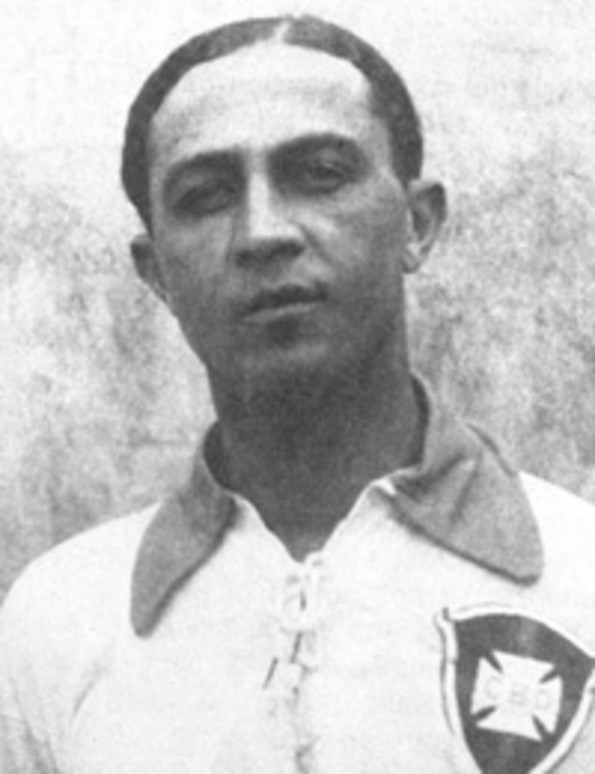
Arthur Friedenreich

Zum Volkssport avancierte Fußball in den frühen 1920er Jahren. In dieser Zeit wurden die Spieler der besseren Clubs bereits Halbprofis. Auf massiven Druck der Presse wurden ab 1918 die Vereine verpflichtet, afrobrasilianische Spieler aufzunehmen.
Zu einem Symbol des brasilianischen Fußballs um 1920 wurde der Deutschbrasilianer Arthur Friedenreich (1892–1969) aus São Paulo, dessen Mutter Afrobrasilianerin war. Seine Karriere begann Friedenreich im Sportclub Germania, wo er von dem damals bekanntesten Sportler Brasiliens, dem Fußballspieler, -trainer und Leichtathleten Hermann Friese, gefördert wurde.
Der Mulatte Friedenreich durfte nur aufgrund seines weißen deutschen Vaters in der ersten brasilianischen Nationalmannschaft spielen, in die er 1914 berufen und mit der er 1919 und 1922 südamerikanischer Meister wurde. Friedenreich und andere mussten ihr Kraushaar glätten, um wie Weiße auszusehen, einige mussten sich sogar mit Reismehl beschmieren. Trotzdem wurde Friedenreich zum ersten großen Fußballstar des Landes. 1921 befahl Präsident Epitacio da Silva Pessoa aus Sorge vor einem Ansehensverlust Brasiliens, dass keine Dunkelhäutigen bei der Copa América spielen durften. Als daraufhin der Erfolg des Titelverteidigers ausblieb und die Öffentlichkeit gegen das rassistische Vorgehen protestierte, nahm er die Verordnung jedoch zurück. Brasilien gewann wieder. Insgesamt hat Arthur Friedenreich 26 Jahre lang aktiv Fußball gespielt. In Brasilien nannten ihn die Fans Pé de Ouro (Goldfuß), in Uruguay El Tigre (der Tiger) und in Paris Roi du Football (König des Fußballs).
Der erste professionelle Verein Brasiliens war Vasco da Gama aus Rio, der auch gegen erbitterte Widerstände anderer Vereine besonders auf farbige Spieler setzte und 1923 mit drei Schwarzen, einem Mulatten und sieben Weißen die Meisterschaft von Rio gewann. Die Dominanz Vascos hielt bis 1950 an.

### Einführung des Profifußballs
Im Jahr 1933 wurde mit der Liga Carioca de Futebol in Rio de Janeiro der Profifußball offiziell eingeführt. Trotzdem gelang es dem brasilianischen Fußballverband angesichts der Größe des Landes lange nicht, eine nationale Meisterschaft auszurichten. Deshalb ist der brasilianische Ligafußball noch heute durch eine verwirrende Vielzahl an Meisterschaften und Pokalwettbewerben, zahlreiche Modusänderungen und häufige Umbenennungen der Wettbewerbe gekennzeichnet. Erst ab 1970 ließen die infrastrukturellen Voraussetzungen eine landesweite Meisterschaft zu.

### Liga- und Pokalwettbewerbe heute
Neben den vier nationalen Ligen und dem brasilianischen Pokal gibt es noch zahlreiche weitere Wettbewerbe der Regionen und Städte, an denen auch die Mannschaften der nationalen Liga teilnehmen. Da die besten Mannschaften zusätzlich in den südamerikanischen Kontinentalwettkämpfen aktiv sind, entsteht für die Vereine ein hoher Termindruck und die Teams sind das ganze Jahr hindurch ohne Pause im Einsatz. Heute geht deshalb die Tendenz in Richtung einer Vereinfachung des Spielbetriebes, die regionalen Pokalwettbewerbe wurden bereits größtenteils abgeschafft. Die Anzahl der Mannschaften in der Série A wurde sukzessive auf 20 reduziert und seit 2003 wird der Meister nicht mehr in einer Play-off-Runde ermittelt.

### Ligapyramide
| Stufe | Liga                       | Liga                       | Liga                       | Liga                       | Liga                       |
| 1     | Série A 20 Vereine         | Série A 20 Vereine         | Série A 20 Vereine         | Série A 20 Vereine         | Série A 20 Vereine         |
|       | ↑↓ 4 Vereine               |                            |                            |                            |                            |
| 2     | Série B 20 Vereine         | Série B 20 Vereine         | Série B 20 Vereine         | Série B 20 Vereine         | Série B 20 Vereine         |
|       | ↑↓ 4 Vereine               |                            |                            |                            |                            |
| 3     | Série C 20 Vereine         | Série C 20 Vereine         | Série C 20 Vereine         | Série C 20 Vereine         | Série C 20 Vereine         |
|       | ↑↓ 4 Vereine               |                            |                            |                            |                            |
| 4     | Série D 64 Vereine ab 2022 | Série D 64 Vereine ab 2022 | Série D 64 Vereine ab 2022 | Série D 64 Vereine ab 2022 | Série D 64 Vereine ab 2022 |
|       | ↑↓ variabel                |                            |                            |                            |                            |
| 5     | Staatsmeisterschaften      | Staatsmeisterschaften      | Staatsmeisterschaften      | Staatsmeisterschaften      | Staatsmeisterschaften      |

Die Saison folgt traditionell dem Kalenderjahr. Nachdem bis April/Mai die Meisterschaften der Bundesstaaten ausgerichtet werden, findet die Saison der nationalen Ligen in der Regel von Mai bis Dezember statt. Nach heftigen Debatten, die sogar im Parlament geführt wurden, sollte der Spielplan bis 2007 an die europäischen Ligen angepasst werden. Dazu kam es jedoch nicht.
Die Zuschauerzahlen können stark variieren, insbesondere bei den Regionalmeisterschaften, an denen sowohl die Spitzenclubs des Campeonatos Brasileiro als auch Mannschaften der Série B und Série C teilnehmen. Hier können die großen Derbys 70.000 Fans anziehen, während am gleichen Spieltag bedeutungslosere Spiele mittlerer und kleiner Vereine vor wenigen hundert Zuschauern stattfinden. Sogar Spiele mit 50 Zuschauern kommen vor.
Der Durchschnitt der zahlenden Zuschauer der Série A bewegte sich in den Jahren von 2007 bis 2010 zwischen knapp 15.000 bis rund 17.700. Die Eintrittspreise bewegten sich beispielsweise im Spiel der Saison 2010 zwischen Flamengo und dem Fluminense FC zwischen R$ 15,00 und R$ 70,00, durchschnittlich knapp R$ 28,00 bei fast 16.000 zahlenden Zuschauern. Weitere 3.000 Karten wurden aufgrund von Vereinbarungen mit dem Stadionbetreiber und aus rechtlichen Gründen kostenfrei abgegeben. Bei sehr seltenen Anlässen können aber die Preise stark erhöht werden; so verdoppelte Fluminense bei dem für das über den Titel entscheidende Spiel am letzten Spieltag 2010 gegen den bereits abgestiegenen Guarani FC die Eintrittspreise, was zu einem durchschnittlichen Preis pro zahlenden Zuschauer von R$ 80.00 führte. Beim seinerzeitigen Wechselkurs entsprach dies etwa 35 €. Das gesetzliche Mindestgehalt im Bundesstaat Rio de Janeiro betrug 2010 etwa R$ 600,00 für Arbeiter. Die Rekordzuschauerzahl 2010 wurde mit 76.205 Zuschauern beim Spiel CR Vasco da Gama gegen Fluminense erreicht, neun weitere Spiele zählten mehr als 40.000 Zuschauer. Dreimal, jeweils bei Spielen des Absteigers Grêmio Barueri, blieb die Zuschauerzahl unter 1.000; insgesamt fanden 10 Partien vor weniger als 2.000 Zuschauern statt. Landesweit betrug der durchschnittlich bezahlte Eintrittspreis R$ 20,00.

#### Nationale Meisterschaft
Die immensen Ausmaße Brasiliens waren historisch ein wesentliches Hindernis zur Abhaltung nationaler Sportwettbewerbe. Als Beispiel sei hier erwähnt, dass erst 1975 eine Straßenverbindung zwischen den rund 500 km voneinander entfernten Städten Rio de Janeiro und Santos fertiggestellt wurde. Erst erschwingliche Flugverbindungen machten routinemäßiges Reisen zu Spielen in andere Metropolen möglich. Davor gab es mehr oder weniger regelmäßig ausgetragene Turniere zwischen den stärksten Vereinen diverser Bundesstaaten, wie beispielsweise das berühmte Torneio Rio-São Paulo, das erstmals 1933 stattfand.
Schon vorher gab es allerdings überstaatliche Turniere wie die zwischen 1917 und 1919 ausgespielte Taça Ioduran und die Copa dos Campeões Estaduais, der Pokal der Staatsmeister, der 1920 und 1936 abgehalten wurde, die die jeweiligen Gewinner gerne dazu verleitete sich als quasi nationale Meister zu feiern. Im August 2023 erkannte der CBF das Turnier von 1936 als brasilianische Meisterschaft an.
Mit der Einführung eines dem der europäischen Champions League vergleichbaren Wettbewerbes, der Copa Campeones de América 1960, die im weiteren Verlauf des Jahrzehnts zur heutigen Copa Libertadores de América mutierte, entstand die Notwendigkeit zur Einführung eines nationalen Wettbewerbes zur Ermittlung des brasilianischen Teilnehmers. Die Vorgängerorganisation der heutigen CBF, die Confederação Brasileira de Desportos hielt daher erstmals 1959 die Taça Brasil, den Brasilien-Pokal ab, deren erster Titelträger EC Bahia wurde. In den 1960er Jahren dominierte der FC Santos um den legendären Pelé den Wettbewerb und konnte die Hälfte aller Ausspielungen bis zur Einstellung des Wettbewerbes 1968 gewinnen.
Um einen zweiten Teilnehmer zur Copa Libertadores zu ermitteln, wurde 1967 das Torneio Rio-São Paulo um Teilnehmer aus anderen Bundesstaaten erweitert und firmierte fortan als Torneio Roberto Gomes Pedrosa, oder auch Taça de Prata („Silberpokal“). Das Turnier wurde bis 1970 abgehalten und die damals äußerst spielstarke SE Palmeiras aus São Paulo sicherte sich zwei der vier Titel.
1971 wurde mit dem Campeonato Nacional de Clubes erstmals ein Wettbewerb ausgetragen, der offiziell als nationale Meisterschaft firmierte. Name, Austragungsmodus, Teilnehmerzahlen und Richtlinien, die über die Teilnahmeberechtigung entschieden, unterlagen im Laufe der Zeit zahlreichen Veränderungen. 1989 kam erstmals der Begriff Série A auf, der auch 2004 bei der Einführung einer ersten Liga nach europäischem Vorbild zur Anwendung kam. Diese Liga wurde im weiteren Verlauf des Jahrzehntes mit Série B und Série C um weitere nationale Ligen erweitert. Die Série D ist seit 2009 die vierte nationale Leistungsklasse; diese wird allerdings nicht im klassischen Ligamodus abgehalten, sondern in regionalen Gruppen werden Teilnehmer an Play-off-Spielen ermittelt, die schließlich über den Aufstieg entscheiden.
In den Jahren seit 1971 waren der FC São Paulo und Palmeiras aus São Paulo sowie CR Flamengo aus Rio mit jeweils sechs Titeln am erfolgreichsten. Wenngleich sich die Vereine die die Taça Brasil und das Torneio Roberto Gomes gewannen als nationale Meister fühlten und auch oft von der Presse und der CBD als solche bezeichnet wurden, fanden diese lange Zeit durch die CBF keine Anerkennung als solche. Erst Ende 2010 wurden die Titel offiziell „vereinigt“ – Palmeiras ist seitdem mit zehn Meisterschaften der Rekordtitelträger Brasiliens und gewann aufgrund der Vereinigung der Wettkämpfe 1967 offiziell sogar zwei Landesmeisterschaften in einem Jahr.

##### Erfolgreichste Vereine
Die meisten Spitzenclubs kommen aus São Paulo und Rio de Janeiro. Aus São Paulo konnten bisher SE Palmeiras, FC Santos, FC São Paulo, Corinthians São Paulo, und der Guarani FC aus Campinas den brasilianischen Meistertitel erobern. Der Traditionsverein Portuguesa und São Caetano aus dem gleichnamigen Vorort der Metropole kamen zu Vizemeisterehren.
Brasilianische Meister aus Rio sind Flamengo, Vasco da Gama, Fluminense und Botafogo.
Neben den Spitzenvereinen aus São Paulo und Rio zählen auch Cruzeiro EC und Atlético Mineiro aus Belo Horizonte in Minas Gerais, Athletico Paranaense und Coritiba FC aus Curitiba in Paraná sowie Grêmio und der SC Internacional aus Porto Alegre in Rio Grande do Sul zu den spielstärkeren Vereinen des Landes. Neben den aufgeführten Vereinen konnte sich der EC Bahia aus Salvador da Bahia auszeichnen und gewann zwei nationale Meisterschaften. Der Stadtrivale EC Vitória, einer der ältesten Vereine Brasiliens, wurde in den 1990er Jahren einmal Vizemeister. Die Meisterschaft von Sport Recife, einem Traditionsverein aus der Hauptstadt von Pernambuco 1987 ist vornehmlich den besonderen Umständen jener Saison zu verdanken. Náutico, ebenso aus Recife, stand 1967 im Finale der Taça Brasil. In den 1960er Jahren erreichte auch der Fortaleza EC aus Ceará zweimal das Finale der Taça Brasil.

#### Regionalmeisterschaften
Unabhängig vom Campeonato Brasileiro werden in allen 26 Bundesstaaten und im Bundesdistrikt der Hauptstadt Brasília im ersten Halbjahr die Staatsmeisterschaften ausgetragen. Da es vor 1959 keine landesweiten Wettbewerbe gab, sind diese Meisterschaften die traditionsreichsten Wettbewerbe Brasiliens. Die Campeonatos von São Paulo (Campeonato Paulista, seit 1902) und Rio (Campeonato Carioca, seit 1906) sind aufgrund der Konzentration von Spitzenmannschaften auch bei weitem die bedeutendsten. Hier kommt es zu den großen brasilianischen Stadtderbys, etwa das als Fla-Flu bezeichnete Duell zwischen Flamengo und Fluminense oder das Derby Paulista zwischen Corinthians São Paulo gegen Palmeiras São Paulo. Aber auch beim Campeonato Gaúcho (Grêmio gegen Internacional in Porto Alegre), dem Campeonato Mineiro (Cruzeiro gegen Atlético Mineiro in Belo Horizonte) oder dem Campeonato Baiano in Salvador da Bahia (Clássico Bavi: Bahia gegen Vitória) gibt es vergleichbare Duelle.
Bis in die 1990er Jahre genossen die Regionalmeisterschaften fast ebenso viel Anerkennung wie die brasilianische Meisterschaft. Heute verlieren die Campeonatos Estaduais aber trotz ihrer Tradition von Jahr zu Jahr an Bedeutung und Spielzeit.

#### Copa do Brasil
Neben der Meisterschaft gibt es seit 1989 einen nationalen Pokalwettbewerb, die Copa do Brasil. Am Pokalwettbewerb nehmen 86 Mannschaften teil, die im K.-o.-System mit Hin- und Rückspielen den Sieger ermitteln und sich teilweise über die Campeonatos estaduais, die Meisterschaften der brasilianischen Bundesstaaten qualifizieren. Die regionalen Pokalwettbewerbe Torneios regionais wurden 2003 aufgegeben. Besondere Tradition hatte vor allem das Torneio Rio-São Paulo und die Copa Sul-Minas, an der Fußballclubs der drei südlichen Bundesstaaten und aus Minas Gerais teilnahmen, sowie die noch bestehende Copa do Nordeste (Nordosten).

#### Südamerikanische Vereinswettbewerbe
Die südamerikanischen Vereinswettbewerbe werden klar von den brasilianischen und argentinischen Mannschaften dominiert. Aus der Série A sind die vier besten Teams direkt für die Copa Libertadores startberechtigt, der fünfte und sechste kann sich in Ausscheidungsspielen qualifizieren. Außerdem qualifiziert sich der brasilianische Pokalsieger für die Teilnahme an der Copa Libertadores des Folgejahres. Zusätzlich bekommt der Titelverteidiger einen Startplatz in der Folgeaustragung zugesprochen. Die sechs bestplatzierten Vereine, die sich, egal auf welche Art, nicht für die Copa Libertadores qualifiziert haben, bekommen das Startrecht für die Copa Sudamericana zugesprochen.
Die acht Gruppen der Copa Libertadores mit je vier Mannschaften werden jeweils von einem brasilianischen oder argentinischen Club angeführt. Bislang konnten folgende Mannschaften aus Brasilien den Titel gewinnen: FC Santos (1962, 1963, 2011), Cruzeiro EC (1976, 1997), CR Flamengo (1981, 2019), Grêmio Porto Alegre (1983, 1995, 2017), FC São Paulo (1992, 1993, 2005), CR Vasco da Gama (1998), SE Palmeiras (1999), Internacional (2006), Corinthians (2012), Atlético Mineiro (2013).
Der Titelträger spielte bis 2004 gegen den Sieger der europäischen Champions League um den Weltpokal. Danach wurde der Weltpokal durch die Klub-Weltmeisterschaft ersetzt. Die brasilianischen Sieger der Copa Libertadores konnten den europäischen Gegner recht häufig besiegen und gewannen mehrere Weltpokale: FC São Paulo (1992 mit 2:1 gegen FC Barcelona und 1993 mit einem 3:2 gegen AC Mailand), Grêmio Porto Alegre (1983 durch ein 2:1 n. V. gegen den Hamburger SV), Flamengo Rio de Janeiro (1981 mit 3:0 gegen FC Liverpool), FC Santos (1963 in drei Spielen gegen AC Mailand, 4:2, 2:4, 1:0 und 1962 mit 3:2 und 5:2 gegen Benfica Lissabon). Die drei ersten Klub-Weltmeisterschaften wurden von brasilianischen Mannschaften gewonnen: Corinthians São Paulo (2000, im Finale gegen Vasco da Gama, und 2012 gegen FC Chelsea), FC São Paulo (2005 gegen den FC Liverpool) und Internacional (2006 gegen FC Barcelona).
Von 1998 bis 2001 traten die brasilianischen Vereine in der nachgeordneten Copa Mercosul an. Dabei dominierten die Teams aus Brasilien und stellten mit Palmeiras (1998), Flamengo (1999) und Vasco da Gama (2000) drei der vier Sieger. Die Zweitplatzierten kamen sogar immer aus Brasilien: Cruzeiro (1998), Palmeiras (1999 und 2000) und Flamengo (2001). Die seit 2002 bestehende Copa Sudamericana wurde als Nachfolger der Copa Mercosul und der Copa Merconorte konzipiert. Sie ist vom Konzept mit der Europa League (damals UEFA-Cup) im europäischen Fußball vergleichbar. Seit 2003 nehmen auch brasilianische Mannschaften an ihr teil. Die bisherigen Titelträger aus Brasilien sind Internacional (2008), FC São Paulo (2012), Chapecoense (2016) und Athletico Paranaense (2018). Der Titel 2016 wurde Chapecoense nach einem tragischen Flugzeugabsturz, bei dem ein Großteil der Mannschaft ums Leben kam, ohne Austragung der Endspiele zugesprochen.
Von 1988 bis 1997 wurde die Supercopa Sudamericana ausgetragen. Cruzeiro konnte diesen Titel 1991 und 1992 gewinnen und unterlag 1988 und 1996 im Finale. Der FC São Paulo gewann 1993 und wurde 1997 Zweiter. Flamengo stand 1993 und 1995 im Endspiel, verlor aber jeweils.

## Nationalmannschaft

### Weltmeisterschaften
Die Seleção (Auswahl) hat als einzige Nationalmannschaft an allen Weltmeisterschaften teilgenommen und ist mit ihren fünf Titeln (1958, 1962, 1970, 1994 und 2002) vor Italien und Deutschland (je vier Titel) die erfolgreichste Mannschaft der Welt. In der FIFA-Weltrangliste steht Brasilien auf dem dritten Rang (Stand: Oktober 2019) .

#### Frühe Jahre und nationales Drama: 1930–1954

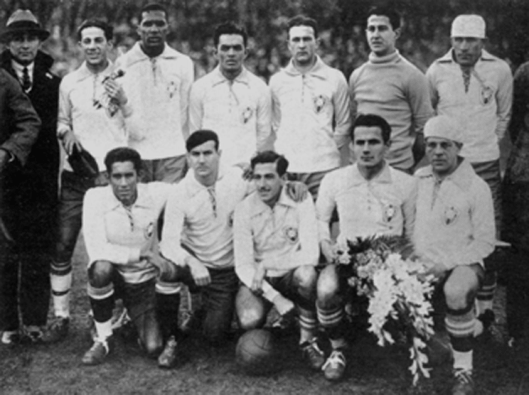
Brasilianische Nationalmannschaft 1930

Bei der Fußball-Weltmeisterschaft 1930 in Uruguay schied Brasilien in der Vorrunde aus und kam auch bei der WM 1934 in Italien nicht über das Achtelfinale hinaus. Der erste große Erfolg gelang 1938 in Frankreich, als die Seleção den dritten Platz erreichte. Mit Leônidas da Silva, der 1938 Torschützenkönig wurde und insgesamt neun WM-Tore erzielte, gelangte der erste brasilianische Fußballer zu Weltruhm. Der Topstar Arthur Friedenreich bestritt dagegen kein einziges WM-Spiel, da 1930 aufgrund von Streitigkeiten zwischen den konkurrierenden Verbänden aus Rio de Janeiro und São Paulo nur Spieler aus Rio an der WM in Uruguay teilnahmen.
Nach dem Zweiten Weltkrieg richtete Brasilien 1950 die ersten Titelkämpfe aus und ging im eigenen Land als Favorit in das Turnier. Die Mannschaft spielte souverän bis zum letzten Spiel der Endrunde gegen Uruguay. Ein Unentschieden hätte gereicht, um erstmals Weltmeister zu werden. Aber vor der Rekordkulisse von 200.000 Zuschauern im Maracanã unterlag die siegesgewisse Mannschaft dem kleinen Nachbarland trotz einer 1:0-Führung mit 1:2. Die Niederlage in diesem als Maracanaço bekannten Spiel löste ein nationales Trauma aus, das trotz späterer Erfolge bis heute nachwirkt. Die weißen Trikots, in denen Brasilien damals spielte, kamen nie wieder zum Einsatz. Stattdessen führte die Mannschaft den gelb-blauen Dress ein, der ihr den Spitznamen Os Canarinhos (die Kanarienvögelchen) eingebracht hat.
Bei der WM 1954 erreichte Brasilien das Viertelfinale, unterlag dort aber in einem packenden Spiel der damals den Weltfußball dominierenden ungarischen Nationalmannschaft mit 2:4.

#### Drei Titel in vier Turnieren: 1958–1970

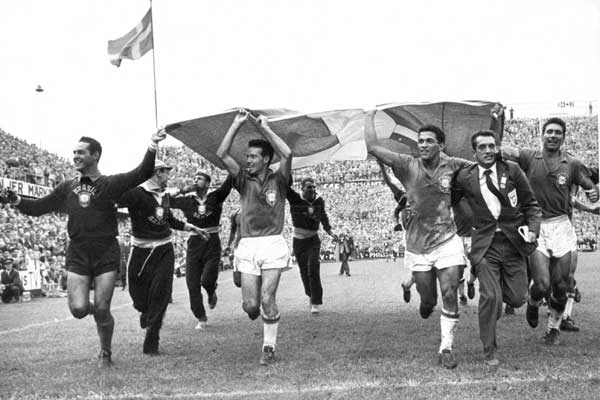
Ehrenrunde der brasilianischen Nationalmannschaft nach dem WM-Finale 1958

Bei der Weltmeisterschaft 1958 in Schweden gewann Brasilien erstmals den Titel. Vavá, Garrincha, Didi und der erst 17-jährige Pelé waren die Stars der Mannschaft. Das Halbfinale gegen Frankreich wurde zu einem der spektakulärsten Spiele dieser WM. Raymond Kopa und der dreizehnfache WM-Torschütze Just Fontaine auf Seiten der Franzosen standen den Brasilianern kaum nach. Die Seleção gewann mit 5:2, zog ins Finale ein und ließ dort beim 5:2 den Schweden keine Chance.
Das Team konnte den Titelgewinn bei der WM 1962 in Chile mit einem 3:1-Finalsieg gegen die Tschechoslowakei wiederholen. Ein Höhepunkt war der Viertelfinalsieg gegen England (3:1). Vavá, Garrincha und Didi waren erneut herausragende Spieler des Turniers, Pelé verletzte sich in der Vorrunde und konnte danach nicht mehr eingesetzt werden.
Überaus enttäuschend verlief die WM 1966 in England: Die überalterte Mannschaft des Titelverteidigers schied bereits in der Vorrunde hinter Portugal und Ungarn aus. Pelé hatte sich erneut frühzeitig verletzt.
Mit einer stark verjüngten Mannschaft um Pelé gelang bei der WM 1970 in Mexiko zum dritten Mal der Gewinn des Weltmeistertitels. Nach einem starken Turnier, bei dem Weltmeister England in der Vorrunde wieder geschlagen werden konnte, gewann Brasilien das Finale gegen Italien ungefährdet mit 4:1. Neben Pelé etablierten sich Jairzinho und Roberto Rivelino als große Stars. Nach diesem dritten WM-Titel ging der Coupe Jules Rimet auf Dauer in brasilianischen Besitz über. Er wurde aber 1983 gestohlen und wahrscheinlich eingeschmolzen. Für Brasilien begann nun eine 24-jährige Wartezeit, ehe man endlich wieder den Gewinn einer Weltmeisterschaft feiern konnte.

#### Durststrecke: 1974–1990

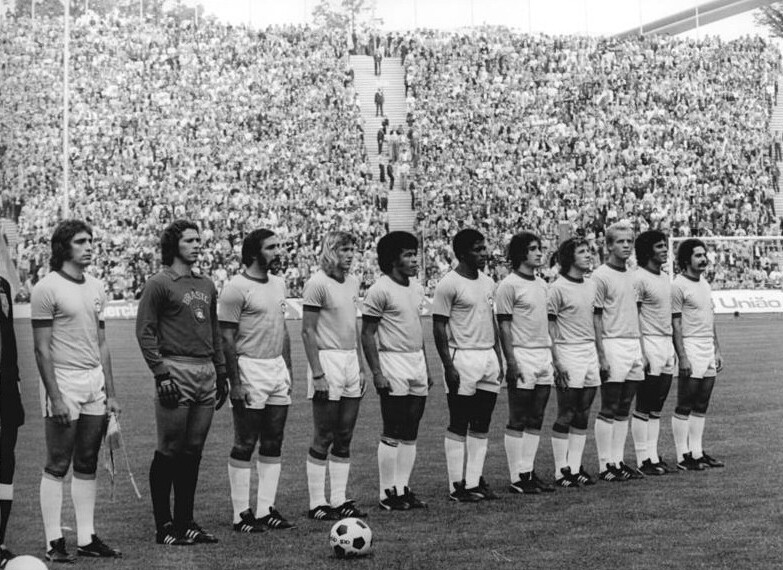
Die brasilianische Mannschaft vor dem Spiel gegen Polen bei der WM 1974

Bei der WM 1974 in Deutschland blieb die Seleção schon in der Vorrunde hinter Jugoslawien zurück und scheiterte in der Zwischenrunde an den überragenden Niederländern um Johan Cruyff. Im Spiel um Platz 3 unterlag man Polen mit 0:1.
Auch bei der WM 1978 im Nachbarland Argentinien verlief die Vorrunde enttäuschend. Brasilien zog nur als Gruppenzweiter hinter Österreich in die Zwischenrunde ein. Dort verpasste die Mannschaft allerdings nur auf Grund der schlechteren Tordifferenz gegenüber dem Gastgeber den Finaleinzug. Diesmal gewann sie das Spiel um Platz 3 mit 2:1 gegen Italien.
Mit der WM 1982 begann die Ära einer hervorragenden Mannschaft um die Stars Zico, Sócrates, Falcão, Toninho Cerezo und Éder Aleixo, die allerdings als die genial-erfolglose Generation ohne Titel in Erinnerung geblieben ist. Nach großartigem Fußball scheiterte das Team in der Zwischenrunde am effektiv spielenden späteren Weltmeister Italien und schied aus. Mit Paolo Rossi spielte in der italienischen Mannschaft der Torjäger, der dem verspielten brasilianischen Team fehlte. Manndecker Claudio Gentile hatte Zico neutralisiert.
Ähnlich verlief die WM 1986 in Mexiko. Nach erneut sehr guten Leistungen schied die Mannschaft in einem Fußball-Klassiker gegen Europameister Frankreich um Michel Platini im Viertelfinale nach Elfmeterschießen aus. 1986 endete auch eine Ära im brasilianischen Fußball, Trainer Telê Santana und die Leistungsträger Zico, Sócrates, Falcão und Oscar traten zurück. Eder war in so schlechter Form gewesen, dass er gar nicht erst zur WM mitgenommen worden war, und Toninho Cerezo war bereits 1985 auf Grund einer Verletzung aus der Nationalelf ausgeschieden. Um die Spieler Taffarel, Dunga, Bebeto und Romário wurde eine neue Mannschaft aufgebaut, die auch mit der Copa América 1989 einen bedeutenden Titel gewann.
Beim Turnier 1990 in Italien kam sogar schon im Achtelfinale das Aus. Brasilien hatte als einzige Mannschaft alle Vorrundenspiele gewonnen und galt als einer der Turnierfavoriten. Im Achtelfinale traf man auf den Titelverteidiger und südamerikanischen Erzrivalen Argentinien. Argentinien hatte sich durch die Vorrunde gequält und erreichte das Achtelfinale nur als einer der vier besten Drittplatzierten. Brasilien dominierte die Begegnung, vergab jedoch etliche Torchancen. Nach brillantem Solo und Assist von Maradona entschied Caniggia das Spiel in der 80. Minute für Argentinien mit 1:0.

#### Rückkehr zum Erfolg: 1994–2002

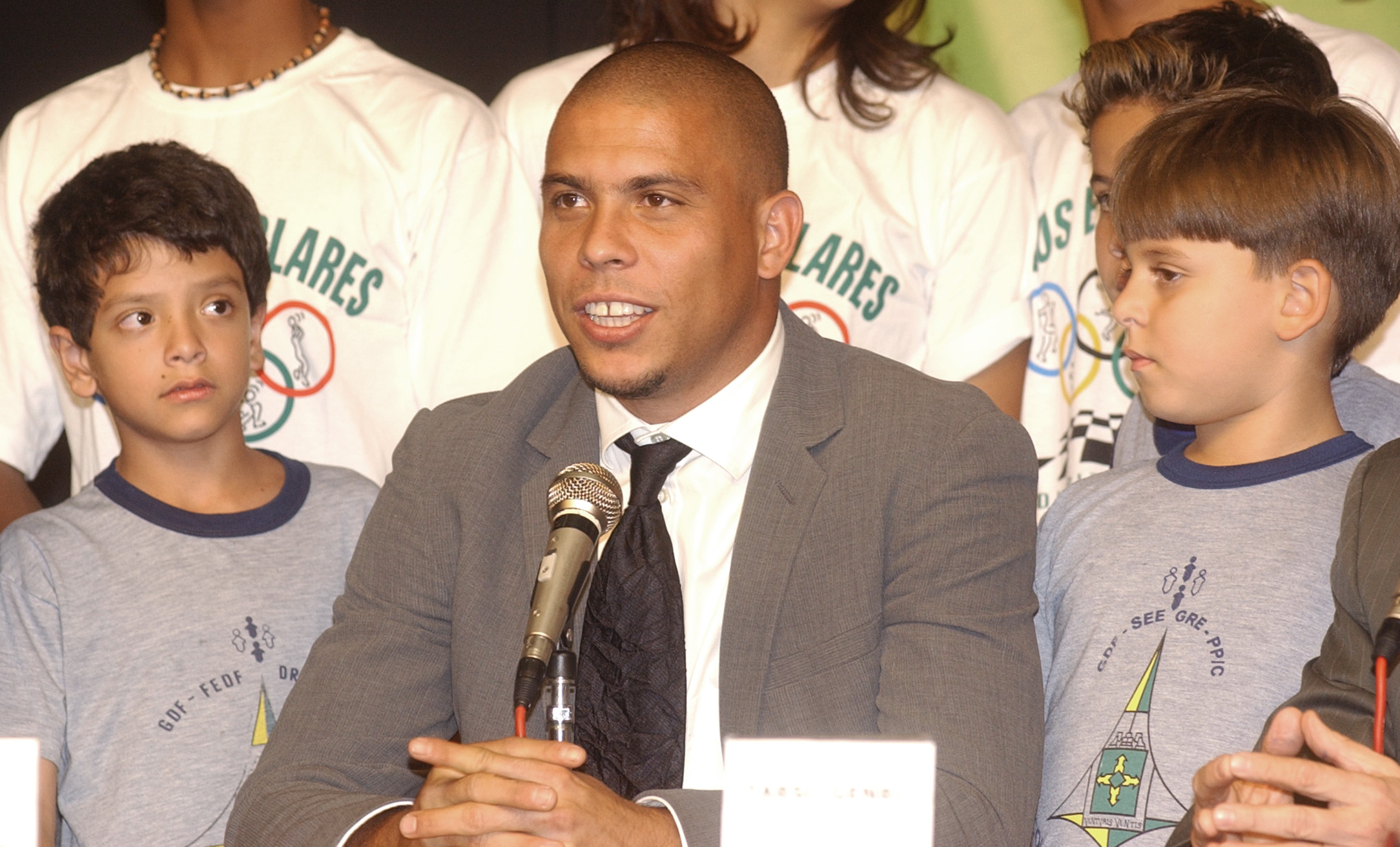
Dreifacher Weltfußballer des Jahres: der brasilianische Fußballspieler Ronaldo

Nach fast einem Vierteljahrhundert war es dann bei der WM 1994 in den USA soweit, die Seleção gewann zum vierten Mal den Titel. Nach der langen Zeit erschien der Titelgewinn wie eine Erlösung. Mit pragmatischem Ergebnisfußball und den Stürmerstars Romário und Bebeto erreichte Brasilien das Finale und hatte dort gegen Italien die Nervenstärke, nach einem 0:0 das Elfmeterschießen für sich zu entscheiden.
Eine Wiederholung dieses Erfolges wurde bei der WM 1998 in Frankreich erwartet. Das Team zog auch planmäßig ins Finale ein, nachdem in einem brillanten Halbfinale die Niederländer im Elfmeterschießen ausgeschaltet wurden. Als neuer Star der Mannschaft spielte der 21-jährige Ronaldo, der im Verlauf des Turniers vier Tore erzielte. Ausgerechnet im Finale blieb er jedoch weit hinter seinen Möglichkeiten zurück, die Gastgeber um Zinédine Zidane konnten klar mit 3:0 gewinnen.
Bei der WM 2002 zog Brasilien, teilweise glücklich, zum dritten Mal in Folge ins Finale ein. Hier kam es zur ersten Weltmeisterschaftsbegegnung mit dem dreifachen Weltmeister Deutschland, der gegen den hohen Favoriten lange Zeit gut mithalten konnte. Zwei Tore von Ronaldo sorgten am Ende aber für den fünften Titelgewinn der Brasilianer. Mit acht Toren wurde der Star der brasilianischen Mannschaft bei diesem Turnier Torschützenkönig.

#### Enttäuschungen: 2006–2022

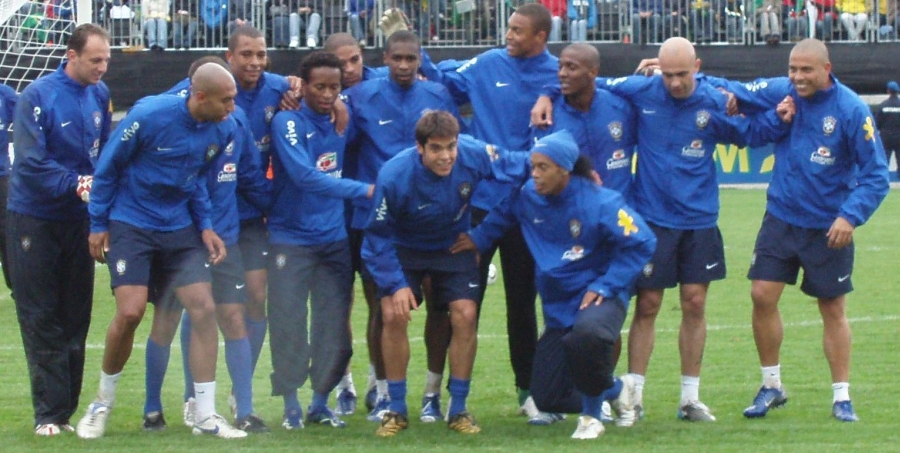
Die Nationalmannschaft im Juni 2006

Nachdem bereits in den Vorrundenspielen der WM 2006 die Spielweise Brasiliens bemängelt wurde, unterlag man im Viertelfinale Frankreich mit 0:1. Wiederum war es der französische Spielmacher Zinédine Zidane, der die Franzosen zum verdienten Sieg führte; den Siegtreffer für die Franzosen erzielte Thierry Henry. Brasilien war in das Turnier als Topfavorit gestartet, konnte den Erwartungen aber zu keiner Zeit gerecht werden. Die enttäuschten brasilianischen Anhänger sehen den Grund für das Scheitern hauptsächlich in der mangelnden Homogenität der Seleção, der Formschwäche einzelner Spieler sowie in der Strategie des Trainers Carlos Alberto Parreira, der bis zuletzt davor zurückschreckte, die in die Jahre gekommenen Altstars trotz schlechter Leistungen aus der Stammelf zu verbannen.
Auch bei der Fußball-Weltmeisterschaft 2010 konnte die brasilianische Nationalmannschaft, als Weltranglistenerster nach Südafrika gereist, die in sie gesteckten Erwartungen nicht erfüllen. Mit drei glanzlosen Spielen der Seleção gegen Nordkorea (2:1), die Elfenbeinküste (3:1) und Portugal (0:0) erreichte Brasilien als Gruppenerster das Achtelfinale gegen Chile, das deutlich mit 3:0 gewonnen wurde. Im Viertelfinale gegen die Niederlande gab Brasilien eine frühe Führung in der zweiten Halbzeit noch aus der Hand und verlor mit 1:2. Das erneute Ausscheiden im Viertelfinale, mehr noch die unattraktiven Spiele sowie das Auftreten der hochbezahlten Stars auf und neben dem Platz führten zu wütenden Reaktionen der Fans. Trainer Dunga, der unter anderem dafür kritisiert wurde, auf Stars wie Ronaldinho und Adriano verzichtet zu haben, trat unmittelbar nach dem Turnier zurück. Sein Nachfolger wurde Mano Menezes.
Bei der Fußball-Weltmeisterschaft 2014 im eigenen Land konnte die Nationalmannschaft die Vorrunde zwar mit zwei Siegen und einem Unentschieden als Gruppensieger beenden, spielerisch jedoch kaum überzeugen. Schon im Eröffnungsspiel gegen Kroatien war die Mannschaft an den Rand einer Niederlage geraten und nur durch einen geschenkten Elfmeter nach Schwalbe von Fred in die Siegerspur gekommen. Im Achtelfinale gegen Chile, das nach 1:1 (1:1, 1:1) n. V. im Elfmeterschießen gewonnen wurde, entging die Seleção bei einem Lattentreffer des Gegners in der 119. Minute nur knapp dem WM-K.O. Durch einen 2:1-Sieg im Viertelfinale gegen Kolumbien konnte das Halbfinale erreicht werden, in dem Superstar Neymar verletzungsbedingt und Abwehrchef Thiago Silva wegen Gelbsperre fehlten. Es kam zu einem 1:7 (0:5)-Debakel gegen Deutschland nach desolater spielerischer Leistung. Auch das Spiel um Platz 3 gegen die Niederlande ging mit 0:3 (0:2) nach erneut ungewöhnlich schlechter Leistung der Seleção verloren.
Bei der Fußball-Weltmeisterschaft 2018 in Russland wurde Brasilien im Vorfeld des Turniers als einer der Mitfavoriten um den Titel gehandelt. Zwar konnte sich die Mannschaft um Neymar, Torhüter Alisson und Innenverteidiger Thiago Silva in der Gruppenphase mehr oder weniger souverän durchsetzen und gewann auch das Achtelfinalspiel gegen Mexiko, verlor aber spielerisch deutlich unterlegen im Viertelfinale gegen Belgien mit 1:2. Nationaltrainer Tite blieb aber, entgegen der sonstigen Gewohnheit den Trainer nach einer nicht gewonnenen WM zu entlassen, im Amt und darf das Umbruchprojekt der Nationalmannschaft betreuen.
Auch bei der Fußball-Weltmeisterschaft 2022 in Katar wurde Brasilien im Vorfeld des Turniers als einer der Mitfavoriten um den Titel gehandelt. In der Gruppenphase gewann die Mannschaft die ersten zwei Spiele gegen Serbien (2:0) und die Schweiz (1:0). Mit einer B–Mannschaft ging das dritte Spiel gegen Kamerun zwar verloren (0:1), man konnte die Gruppe aber Tabellenerster abschließen. Das Achtelfinale wurde souverän mit 4:1 gegen Südkorea bewältigt. Nach Ballbesitz gemessen verlief das Viertelfinale gegen Kroatien relativ ausgeglichen. Brasilien war mit 11:1 Torschützen allerdings die überlegene Mannschaft. Tore fielen hier erst in der Verlängerung. In der 105.+1 Minute traf Neymar zum 1:0 und in der 117. Bruno Petković zum 1:1. Der Sieger musste im Elfmeterschießen ermittelt werden. Hier unterlag Brasilien mit 2:4. Die Spieler Kroatiens konnte alle Elfmeter verwandeln, während Rodrygo und Marquinhos ihre verschossen. Nationaltrainer Tite hatte bereits Anfang des Jahres bekannt gegeben, seinen bis Dezember 2022 laufenden Vertrag nicht zu verlängern und nach der WM zurückzutreten.

### Copa América

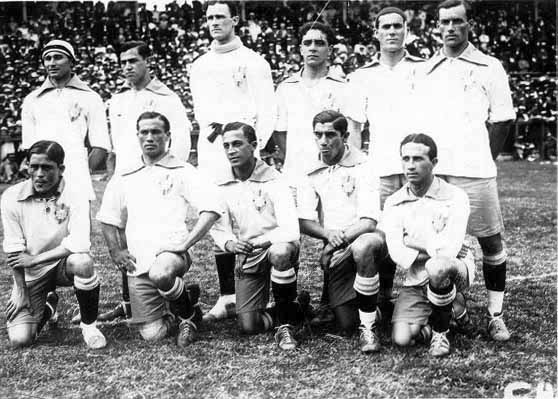
Brasilianische Nationalmannschaft bei der Campeonato Sudamericano 1919

Die südamerikanische Meisterschaft Copa América wird offiziell bereits seit 1916 ausgetragen (seit 2007 alle vier Jahre) und ist damit der weltweit älteste Wettbewerb für Nationalmannschaften. Sie ist mit der Europameisterschaft vergleichbar. Nach inzwischen 46 Turnieren (Stand 2019) liegt Brasilien mit neun Titeln (1919, 1922, 1949, 1989, 1997, 1999, 2004, 2007 und 2019) deutlich hinter Uruguay (15 Titel) und Argentinien (14 Titel). Elfmal wurde Brasilien Zweiter (1921, 1925, 1937, 1945, 1946, 1953, 1957, 1959, 1983, 1991, 1995) und siebenmal Dritter.
1919 richtete Brasilien erstmals die Copa aus und gewann dabei seinen ersten Titel. Der Stellenwert, den Fußball mit diesem Turnier bekam, ist daran abzulesen, dass Staatspräsident Epitácio Pessoa nach dem Sieg einen nationalen Feiertag ausrief. Später fand die Copa América 1922, 1949, 1989 und 2019 in Brasilien statt. Damit trug Brasilien das Turnier bereits fünfmal aus und konnte jedes Heimturnier für sich entscheiden. Lediglich in Argentinien, Uruguay, Chile und Peru wurden mehr Endrunden als Brasilien ausgetragen.

### Olympische Spiele
Lange waren Nationalmannschaften aus Ländern mit Profiligen bei Olympischen Spielen faktisch von den Medaillenrängen ausgeschlossen, da durch den verpflichtenden Amateurstatus der Spieler die Staatsamateure der Ostblockmannschaften die Wettkämpfe dominierten. Seit 1984 dürfen Profis, die nicht älter als 23 Jahre sind, an dem Turnier teilnehmen. Diese Regelung kommt Brasilien mit seinem großen Potential talentierter Nachwuchsspieler sehr zugute. Trotzdem war der Verband bisher weniger erfolgreich und konnte mit seiner Olympiaauswahl lediglich eine Gold- (2016), drei Silber- (1984, 1988 und 2012) und zwei Bronzemedaillen (1996 und 2008) erringen.

## Spieler

### Stars

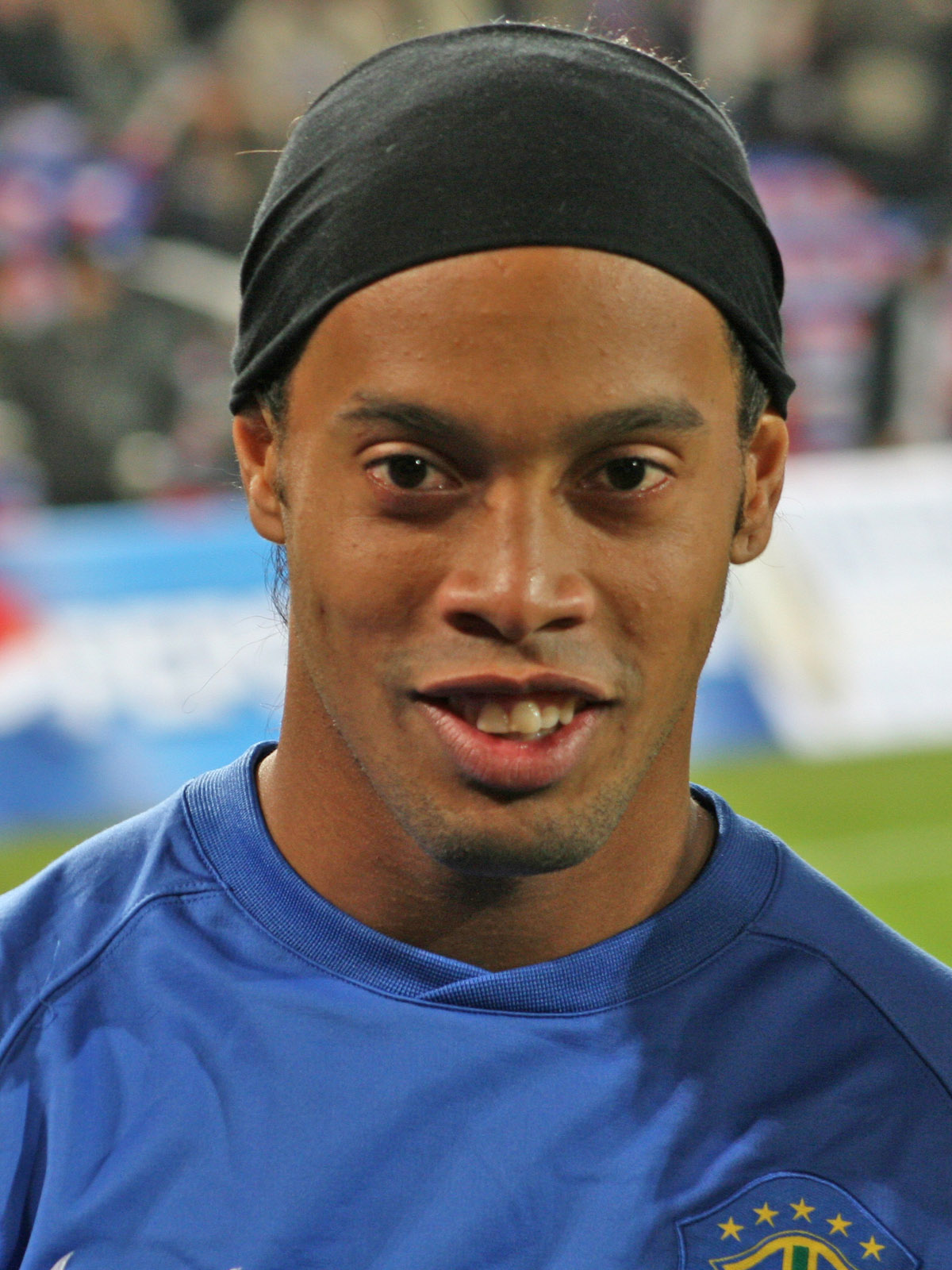
Wurde in seiner Zeit beim FC Barcelona zwei Mal Weltfußballer des Jahres: Ronaldinho

Seit 1991 verleiht die FIFA offiziell die Auszeichnung des FIFA-Weltfußballer des Jahres. Bisher wurden fünf brasilianische Spieler mit diesem höchsten Titel für einen Einzelspieler geehrt: Romário (1994), Ronaldo (1996, 1997, 2002), Rivaldo (1999), Ronaldinho (2004 und 2005) und Kaká (2007). In der Zeit von 1982 bis 1990, als der Titel des Weltfußballers des Jahres eine lediglich inoffizielle Auszeichnung war, wurde Zico 1983 gewählt.
Nur relativ wenige brasilianische Spieler wurden seit 1971 als Südamerikas Fußballer des Jahres ausgezeichnet, da nur bei südamerikanischen Vereinen spielende Fußballer zur Wahl stehen. Diese Trophäe erhielten Tostão (1971), Pelé (1973), Zico (1977, 1981, 1982), Sócrates (1983), Bebeto (1989), Raí (1992), Cafu (1994), Romário (2000), Neymar (2011 und 2012), Ronaldinho (2013), Luan Vieira (2017) sowie Gabriel Barbosa (2019).
Der Bola de Ouro (Goldener Ball) zeichnet nicht den besten aller brasilianischen Fußballer, sondern den des Campeonato Brasileiro aus. Die Auszeichnung wird anhand der Bewertungen des Magazins Placar ermittelt, die nach jedem Spiel der Saison vergeben werden. Da viele der ausgezeichneten Spieler anschließend hochdotierte Verträge in Europa annehmen, ist seit den frühen 1980er Jahren kein Fußballer mehr zweimal zum Spieler des Jahres gewählt worden.

### Profis in Brasilien
Wie in der brasilianischen Gesellschaft ist auch im Profifußball das Lohngefälle sehr hoch. Der Verdienst eines Profispielers liegt in der Regel unter 5000 Euro im Monat, oft großteils auf Prämienbasis. Die Gesamtzahl der brasilianischen Berufsfußballer wird auf 23.000 in etwa 500 Vereinen geschätzt, das Einkommen vieler dürfte aber das nationale Mindesteinkommen von etwa R$ 600 im Monat nicht übersteigen. Viele Clubs verlieren regelmäßig einen Großteil ihrer Spieler: die besseren schließen sich besseren Vereinen an, andere suchen sich einen besser bezahlten Broterwerb. Stabile Mannschaften sind daher insbesondere im niedrigeren Profibereich eher die Ausnahme. Die Folge ist, dass viele Teams nach einer erfolgreichen Saison eine ganz neue Mannschaft aufbauen müssen. Zwar ist die brasilianische Liga nicht besonders zahlungsschwach – Ablösesummen von 8 oder 10 Millionen US-Dollar sind durchaus normal – doch bei Topstars können die brasilianischen Vereine nicht mit den großen europäischen Clubs mithalten. So standen im Kader der Nationalmannschaft für die WM 2018 nur drei Spieler aus Mannschaften der brasilianischen Liga.
Vereinzelt spielen auch ausländische Profifußballer in Brasilien, wie die argentinischen Nationalspieler Carlos Tévez und Javier Mascherano (beide 2005–2006 bei Corinthians) oder die Paraguayer Carlos Gamarra (2005–2007 bei Palmeiras) und Julio Manzur (2006 bei FC Santos). Tévez wechselte für eine Ablösesumme von 20 Millionen US-Dollar nach Brasilien, was den teuersten Transfer innerhalb des südamerikanischen Fußballs bedeutete. Der gebürtige Brasilianer und ehemalige deutsche Nationalspieler Paulo Rink spielte 2006–2007 wieder für seinen Heimatverein Athletico Paranaense aus Curitiba. Gleichzeitig war er Assistent von Lothar Matthäus, der zwischen Januar und März 2006 kurzzeitig Trainer des Vereins war. Lange Zeit spielten bis auf Deutschbrasilianer Rink und dem Torwart Lutz Pfannenstiel keine deutschen Fußballprofis in Brasilien, ehe sich der ehemalige Bundesligaspieler Alexander Baumjohann im Juli 2017 Coritiba FC und später bis August 2018 EC Vitória anschloss.

### Profis im Ausland

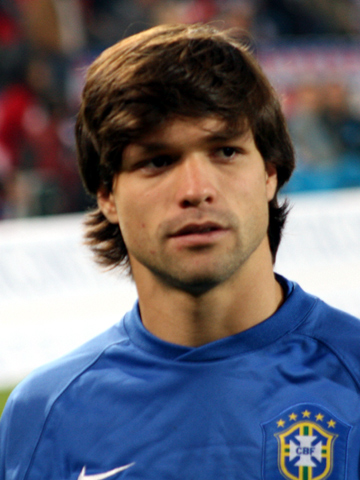
Diego im Trikot der Nationalmannschaft

Über 5000 Brasilianer spielen darüber hinaus als Profis im Ausland, mit steigender Tendenz. Nach Erhebungen des CIES im Jahr 2019 waren im Mai des Jahres über 1300 Athletinnen und Athleten im Ausland beschäftigt. Nach Europa, Arabien oder Asien wechseln auch Spieler, die sich in einem technisch anspruchsloseren Umfeld besser durchzusetzen hoffen, als im brasilianischen Fußball. So spielen zahlreiche Brasilianer in der deutschen Regionalliga, in osteuropäischen Ligen, in der japanischen J. League, China, Katar oder Saudi-Arabien. Selbst in so finanzschwachen Ligen wie auf den Färöern, in Armenien, Haiti, Libanon, Vietnam, Senegal und Jamaika suchen brasilianische Fußballer Engagements. Besonders viele Brasilianer spielen im ehemaligen Mutterland Portugal, wo die Sprachbarriere entfällt, die in anderen Ländern nicht selten auch die sportliche Entwicklung der Spieler hemmt. In der Saison 2006/07 spielten allein in der SuperLiga 130 brasilianische und weitere eingebürgerte Spieler.
Die ersten brasilianischen Spieler in der deutschen Bundesliga waren wenig erfolgreich und blieben nicht lange: Zezé beim 1. FC Köln (1964), Raoul Tagliari beim MSV Duisburg (1964–1966) und Buca beim HSV (1979/80). Der erste Spieler, der sich in Deutschland durchsetzte, war Tita, der 1987 von Bayer 04 Leverkusen verpflichtet wurde. Vor allem Leverkusen gelangen auch danach viele und besonders erfolgreiche Transfers brasilianischer Spieler, u. a. Jorginho, Paulo Sérgio, Paulo Rink, Emerson, Zé Roberto und Lúcio. Insgesamt haben mehr als 70 Brasilianer in der Bundesliga gespielt. In der Saison 2008/09 spielten 38 Spieler in der ersten Liga, sieben in der 2. Bundesliga und drei in der 3. Liga.
Sehr erfolgreiche Karrieren in der Nationalmannschaft schlugen die Bundesligaspieler Dunga, Júlio César, Zé Roberto und Lúcio ein. Andere Spieler, die in Europa Stars geworden sind, können mitunter im eigenen Land relativ unbekannt bleiben wie Giovane Élber, Aílton, Marcelinho oder Mário Jardel. In den Kader der Nationalmannschaft für die Fußball-Weltmeisterschaft 2006 wurden die Bundesligaspieler Lúcio, Zé Roberto, Juan (Bayer Leverkusen) und Gilberto (Hertha BSC) berufen.
Manche brasilianischen Fußballer werden nach einer Einbürgerung Nationalspieler in anderen Ländern. Bei der WM 2006 spielten mit Deco (Portugal), Francileudo Silva dos Santos (Tunesien), Marcos Senna (Spanien), Zinha (Mexiko) und Alex (Japan) mehrere gebürtige Brasilianer in verschiedenen Nationalmannschaften. Bei der WM 2014 spielte der gebürtige Brasilianer Diego Costa für Spanien. In der deutschen Nationalmannschaft spielte zwischen 1998 und 2000 der eingebürgerte Deutschbrasilianer Paulo Rink, 2009 gab der ebenfalls eingebürgerte Cacau sein Debüt, und auch Kevin Kurányi wurde in Brasilien geboren.
Vorübergehend erfolgten die meisten Wechsel brasilianischer Fußballspieler nach Deutschland zu den Prignitzer Kuckuck Kickers, einem sechstklassigen brandenburgischen Verein aus Pritzwalk.

### Soziale Anbindung und soziologische Thesen
Wegen der geringen Bildungs- und Aufstiegschancen vieler Unter- und unterer Mittelschichtsbrasilianer bleibt der Fußball eine der wenigen Möglichkeiten, aus der Armut zu entkommen und unter Umständen sogar zum gefeierten und reichen Superstar zu werden. Die meisten Spieler, die den Durchbruch in ein Profiteam schaffen, stammen aus der verarmten Unterschicht. Stammspieler der brasilianischen Nationalmannschaft, die aus der Mittelschicht kommen, sind dagegen selten: In den 1980er Jahren gehörte Sócrates dazu, sein Bruder Raí in den 1990er Jahren und in den 2000er Jahren Kaká und Lúcio. Als Folge des sozialen Gefälles in der brasilianischen Gesellschaft wurden in den vergangenen Jahren vermehrt Fußballer und ihre Familienmitglieder entführt. Berühmte Beispiele sind Robinhos Mutter Marina de Souza und der Vater Romários.
Die besondere Kreativität, die afrobrasilianischen Fußballern zugesprochen wurde und wird, hat schon früh zu soziologischen Überlegungen geführt. Besonders der berühmte Soziologe und Kulturanthropologe Gilberto Freyre hat seit den 1930er Jahren die These eines Nationalstils im Fußball geprägt, die ein Abbild der brasilianischen Gesellschaft sei. Freyres Hauptwerk Herrenhaus und Sklavenhütte erschien 1933, ein Essay mit dem Titel O negro no Futebol Brasileiro (Der Schwarze im brasilianischen Fußball) 1947. Auch mit dem Fußball propagierte Freyre eine positive Bewertung der Kultur der Schwarzen und Mulatten und der Rassenvermischung als Gegenentwurf zum Rassismus.
Zahlreiche brasilianische Sozialforscher haben sich seitdem bemüht, den brasilianischen Fußball aus der schwarzen Kultur heraus zu erklären, etwas mit der Körperbeherrschung, die der Kampftanz Capoeira erfordert oder mit den Überlebensstrategien in den Favelas, wie dem sogenannten jeitinho, der Kunst, den Kopf aus der Schlinge zu ziehen und Widerstände geschmeidig zu umgehen.
Dass der Erfolg und die Eigenheiten des brasilianischen Fußballs Ausdruck eines ethnischen Schmelztiegels seien, gilt heute in Brasilien als selbstverständlich. Roberto DaMatta erklärt den Fußball sogar zur zivilisatorischen Kraft, die aus Brasilien eine Nation geschmiedet und in die Neuzeit versetzt habe. Noch bis in die 1920er Jahre hatten afrobrasilianische Spieler große Probleme, in Vereinen und in der Nationalmannschaft zu spielen. Mit Arthur Friedenreich und Leônidas da Silva waren aber schon die beiden ersten Superstars Brasiliens Mulatten.

### Verwendung von Spitz- und Kosenamen
Im Gegensatz zu Fußballern aus anderen Ländern werden die brasilianischen Spieler meist mit Vor- oder Spitznamen genannt. So sind den meisten Fans die Geburtsnamen selbst großer Spieler wie Pelé, der eigentlich Edson Arantes do Nascimento heißt, unbekannt. Nicht selten werden ihre Namen sogar standesamtlich geändert. Die brasilianische Vorliebe zur Verwendung von Spitznamen ist nicht nur bei Fußballern, sondern auch in anderen Sportarten sowie bei Popsängern, Schauspielern oder Politikern verbreitet – etwa beim ehemaligen Staatspräsidenten Lula. Über die Ursprünge dieser brasilianischen Tradition gibt es verschiedene Theorien. So nimmt man an, dass die Anwendung von Vor- und Spitznamen ein Relikt aus der erst im Jahr 1888 abgeschafften Sklavenzeit sei, als der Kurzname dazu diente, den Sklaven als solchen zu kennzeichnen. Andere Theorien gehen davon aus, dass die Gewohnheit auf zum Christentum zwangsbekehrte Juden und Mauren zurückzuführen ist, die ab dem 16. Jahrhundert aus Portugal auswanderten und in Brasilien ankamen. Um nicht als konvertierte Christen erkannt zu werden, was mit der Erwähnung des Nachnamens der Fall gewesen wäre, verwendeten sie lediglich ihren Vornamen. Die Verwendung von Spitznamen ist auch in anderen portugiesischsprachigen Ländern wie in Portugal (z. B. Petit) und in Angola (z. B. Akwá) üblich.

## Nachwuchsfußball
Ein von Klischees genährter Mythos ist es, dass die großen brasilianischen Fußballer direkt vom Strand- und Straßenfußball den Durchbruch in den bezahlten Fußball geschafft hätten. Schon lange werden junge Talente gezielt durch die Vereine und die zahlreichen Fußballschulen, die häufig den Clubs angeschlossen sind, gefördert. Solche Fußballschulen werden auch von ehemaligen Fußballprofis geführt, in Rio etwa jene von Zico oder Jorginho. Neben dem Training, das in den großen Vereinen schon im Jugendbereich professionell strukturiert ist, ist der Fußball am Strand aber trotzdem eine hervorragende Technikschulung und für die Fußballschulen werden tatsächlich junge Fußballer auch beim Beach-Soccer gesichtet. Das bekannteste Beispiel dafür ist Ronaldo, der an der Copacabana entdeckt wurde. In die Nachwuchsmannschaften der Proficlubs werden die jungen Spieler in so genannten peneiras ausgesiebt.
Seit Pelé in den 1990er Jahren als Sportminister ein Gesetz gegen die so genannte Sklaverei im Profifußball durchsetzen konnte (Lei Pelé), sind Fußballer bis 16 Jahren frei, den Verein zu wechseln. Danach müssen die Profivereine den Spielern, die jetzt genauso oft trainieren, wie die Profis, Verträge geben, ein Gehalt zahlen und für Sozialabgaben und Krankenversicherung sorgen.
Bei der Junioren-Fußballweltmeisterschaft für U-20-Junioren wurde Brasilien fünfmal Weltmeister (1983, 1985, 1993, 2003, 2011) und viermal Vizeweltmeister (1991, 1995, 2009) und 2015. Die U-17-Junioren sind mit vier Weltmeistertiteln, und jeweils zwei zweiten und dritten Plätzen das zweiterfolgreichste Land der Welt.
Beim Campeonato Sudamericano Sub-20, dem südamerikanischen Wettbewerb für U-20 Teams, ist Brasilien mit bisher elf Titeln und sieben zweiten Plätzen das erfolgreichste Land. Das Campeonato Sudamericano Sub-17 gewannen brasilianische Nachwuchsteams bislang zwölfmal, das erst seit 2004 ausgetragene Campeonato Sudamericano Sub-15 wurde viermal siegreich beendet.

## Frauenfußball

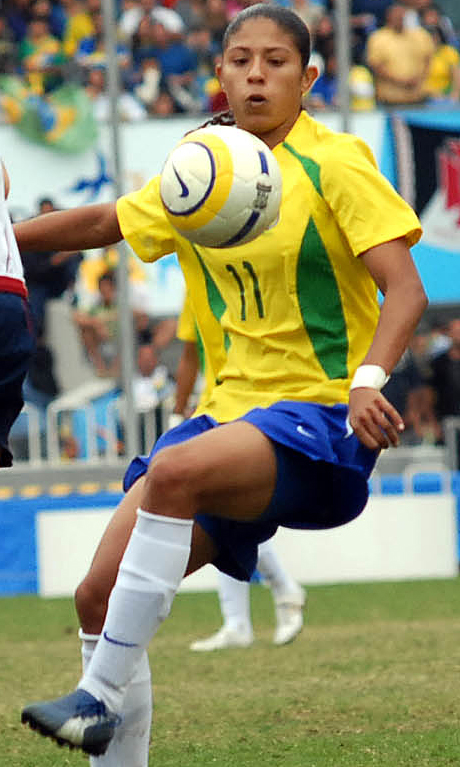
Cristiane (2007)

Frauenfußball ist in Brasilien erst seit 1983 erlaubt. Über 40 Jahre lang galt das Dekret Nr. 3199 von 1941 und die Bestimmungen des Nationalen Sportrats, welche Sportarten Frauen ausüben durften.
Nachdem der brasilianische Frauenfußball zunächst hinter der internationalen Entwicklung zurückgelegen hatte, entwickelte er sich seit den späten 1990er Jahren sehr schnell und schaffte den Anschluss an die Weltspitze. Inzwischen ist die Frauen-Nationalmannschaft eine internationale Größe geworden. Die Erfolge der Nationalmannschaft schlagen sich langsam im öffentlichen Interesse nieder, so dass 2003 zum ersten Mal die Spiele der Weltmeisterschaft im Fernsehen übertragen wurden. Trotzdem steht der Frauenfußball in Brasilien noch stärker als in anderen Ländern im Schatten des Männerfußballs.
Die größten Erfolge waren bisher der zweimalige Gewinn der Silbermedaille bei den Olympischen Spielen 2004 und 2008, die Vizeweltmeisterschaft 2007 und ein dritter Platz bei der WM 1999. In der FIFA-Weltrangliste wurde im Juni 2009 erstmals Rang zwei erreicht. Derzeit wird Rang neun belegt (Stand Dezember 2019).
In Südamerika ist Brasilien das mit Abstand erfolgreichste Team, es gewann sechs der sieben bisher ausgetragenen Südamerika-Meisterschaften, nur 2006 wurde es im entscheidenden Spiel der Endrunde von Argentinien besiegt. Im Nachwuchsbereich war die brasilianische Auswahl 2002 und 2004 jeweils Vierte bei der U-19 WM. 2006 belegten die Brasilianerinnen den dritten Platz.
Wie bei den Männern ist auch der brasilianische Frauenfußball von Angriffsfußball auf sehr hohem technischen Niveau geprägt. Das größte Problem der Nationalmannschaft ist die relativ geringe Wettkampferfahrung, da es in Brasilien keine Profiliga oder überhaupt eine landesweite Meisterschaft gibt, sondern nur regionale Meisterschaften, und die Länderspielgegner in Südamerika kaum eine Konkurrenz darstellen.
Die besten Brasilianerinnen spielten in der amerikanischen WUSA-Liga, bis diese 2003 ihren Spielbetrieb einstellte. In der Folge wechselten viele Spielerinnen nach Europa, darunter die sechsfache Weltfußballerin Marta nach Schweden, und Cristiane, die seit 2005 beim 1. FFC Turbine Potsdam unter Vertrag stand und zur Saison 2006/2007 zum VfL Wolfsburg wechselte. Mit Einführung der US-Profispielklasse Women’s Professional Soccer im Jahre 2009 wechselten wieder zahlreiche brasilianische Spielerinnen in die USA.
| Zuschauerrekorde |            |                                              |                                 |                  |                  |          |           |        |
|                  | Datum      | Wettbewerb                                   | Ort                             | Gastgeber        | Gast             | Ergebnis | Zuschauer |        |
| 1.               | 10.09.2023 | Brasilianische Meisterschaft 2023 – Série A1 | São Paulo, Arena Corinthians    | SC Corinthians   | Ferroviária      | 2:1      | 42.556    | [ 21 ] |
| 2.               | 24.09.2022 | Brasilianische Meisterschaft 2022 – Série A1 | São Paulo, Arena Corinthians    | SC Corinthians   | SC Internacional | 4:1      | 41.070    | [ 22 ] |
| 3.               | 26.11.2023 | Staatsmeisterschaft von São Paulo 2023       | São Paulo, Arena Corinthians    | SC Corinthians   | São Paulo FC     | 4:1      | 39.901    | [ 23 ] |
| 4.               | 18.09.2022 | Brasilianische Meisterschaft 2022 – Série A1 | Porto Alegre, Estádio Beira-Rio | SC Internacional | SC Corinthians   | 1:1      | 36.330    |        |
| 5.               | 08.12.2021 | Staatsmeisterschaft von São Paulo 2021       | São Paulo, Arena Corinthians    | SC Corinthians   | São Paulo FC     | 3:1      | 30.077    |        |
| 6.               | 16.11.2019 | Staatsmeisterschaft von São Paulo 2019       | São Paulo, Arena Corinthians    | SC Corinthians   | São Paulo FC     | 3:0      | 28.862    | [ 24 ] |
| 7.               | 29.06.2017 | Brasilianische Meisterschaft 2017 – Série A1 | Manaus, Arena da Amazônia       | EC Iranduba      | Santos FC        | 1:2      | 25.371    | [ 25 ] |

## Beachsoccer, Straßenfußball, Futsal, E-Brasileirão

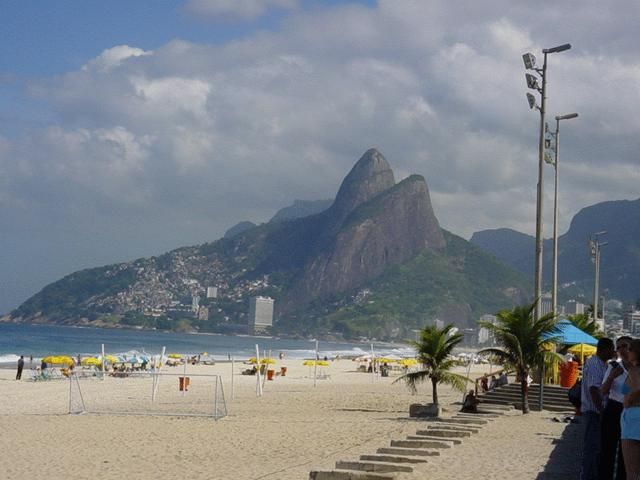
Fußballtore am Strand von Ipanema in Rio

Der Reichtum Brasiliens an kreativen, technisch versierten Fußballern wird häufig auf den Straßenfußball zurückgeführt, der überall präsent ist. Besonders in den Favelas, wo der Kauf von Fußballschuhen, ja selbst eines Balles oft an den finanziellen Mitteln scheitert und häufig barfuß mit zusammengeschnürten Lumpen oder Getränkedosen gekickt wird, ist eine gute Technik unerlässlich.
Wo möglich, wird statt auf dem harten Boden der Straßen am Strand gespielt. So ist Brasilien die Heimat des Beachsoccer und Footvolley geworden, lange bevor sich diese Begriffe etablierten. Viele der heutigen Stars wie z. B. Ronaldo, Ronaldinho, Robinho oder Neymar spielten in ihrer Jugend Futsal (Futebol de Salão), eine Fußball-Variante mit kleineren Spielfeldern (meist Basketballplätze) und schwereren sowie kleineren Bällen. Die höhere Geschwindigkeit bei Futsal und die engen Räume fördern die technische Weiterentwicklung der Spieler.
Brasilien gewann die ersten drei Futsal-Weltmeisterschaften 1989, 1992 und 1996, wurde anschließend aber zeitweise von Spanien als dominierende Mannschaft abgelöst. 2008 gelang bei der Heim-WM der vierte, 2012 in Thailand der fünfte Titelgewinn.
Seit 2016 lässt der CBF auch die E-Brasileirão austragen. Der Wettbewerb wird über die Fußballsimulation Pro Evolution Soccer ausgetragen.

## Stadien

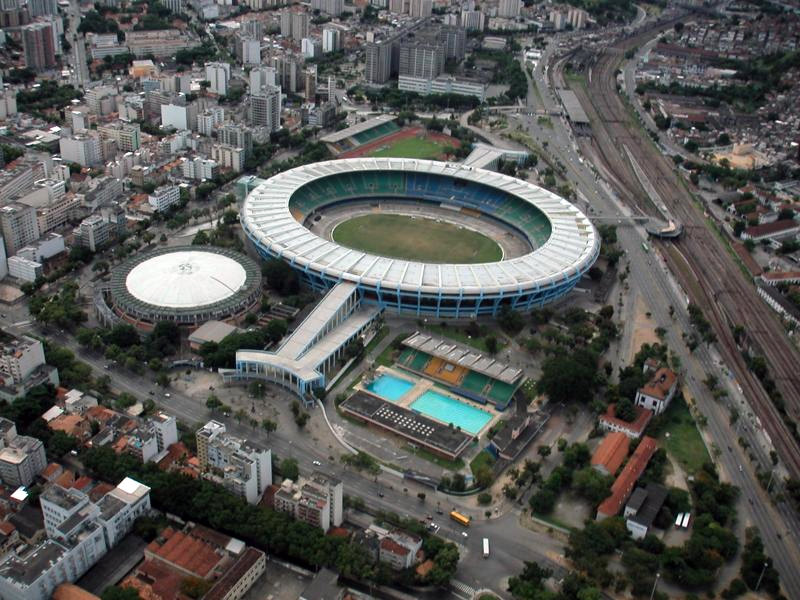
Maracanã-Stadion in Rio.

In Brasilien gibt es allein fünf Fußballstadien, die über 100.000 Zuschauer fassen oder früher gefasst haben. Das berühmteste ist das Maracanã in Rio de Janeiro, in dem bei den Spielen der WM 1950 teilweise über 200.000 Zuschauer im Stadion gewesen sein sollen. Andere große Stadien sind das Morumbi-Stadion in São Paulo, das Mineirão-Stadion in Belo Horizonte, Fonte Nova in Salvador da Bahia, Castelão in São Luís, Castelão in Fortaleza, Arruda in Recife und die beiden gleich großen Stadien Estádio Olímpico Monumental und Estádio Beira-Rio in Porto Alegre.

## Umfeld des Fußballs

### Fans: Samba und Gewalt
Eine Umfrage im Oktober 2004 ergab, dass 18,1 % von 7207 befragten Brasilianern mit Flamengo aus Rio sympathisieren. Dahinter folgten als beliebteste Clubs Corinthians São Paulo, der FC São Paulo und Palmeiras (alle aus São Paulo). Auf ganz Brasilien hochgerechnet, hat Flamengo immerhin 9 Millionen mehr Fans als Corinthians und ist der einzige Verein, der im ganzen Land populär ist.

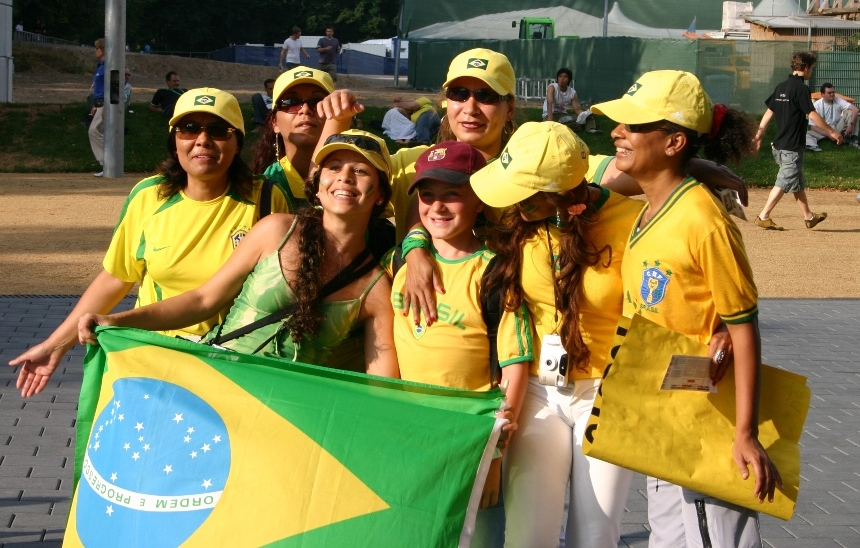
Fans der brasilianischen Nationalmannschaft

Die Nationalmannschaft wurde nur von 0,7 % der Befragten an erster Stelle genannt, in zeitlicher Nähe zu einer Weltmeisterschaft überflügelt sie jedoch alle Vereine an Popularität. Der Gewinn einer Weltmeisterschaft oder auch ein Sieg gegen den Erzrivalen Argentinien löst landesweite Euphoriewellen aus. Im Falle der Erfolglosigkeit können im ganzen Land dagegen Fans in Depression verfallen, wie dies nach dem vergebenen WM-Titel 1950 der Fall war, als noch während des letzten Spiels mindestens vier Menschen starben – drei an Herzversagen, einer stürzte sich von der Tribüne in den Tod.
Die brasilianischen Fußballfans gelten als besonders temperament- und stimmungsvoll. Charakteristisch ist die Untermalung des Spielgeschehens mit Samba-Musik auf den Rängen. Während die Fans der Nationalmannschaft überall sehr beliebt und als Stimmungsgaranten bei jedem Turnier gern gesehen sind, ist die Fanszene der brasilianischen Vereine nicht frei von Gewalt. Wenn auch eine gewaltbereite Hooligan-Szene kleiner ist als in Europa, kann besonders die Rivalität zwischen konkurrierenden Clubs einer Stadt eskalieren und Tote fordern. So wurde in einem einzigen Monat, Oktober 2005, ein Anhänger des seinerzeitigen Erstligisten Ponte Preta aus Campinas von rund 15 Fans des Rivalen FC São Paulo zu Tode geprügelt, bei Schlägereien zwischen Fans zweier Clubs aus São Paulo kamen zwei Fans ums Leben, beim Klassiker gegen Corinthians São Paulo wurde ein Palmeiras-São-Paulo-Anhänger mit einem Bauchschuss niedergestreckt und nach Straßenkämpfen wurde ein Corinthians-Fan mit einem Kopfschuss tödlich verletzt. Auch im Vorfeld der WM 2014 im eigenen Land ereignet sich am 24. Februar 2014 ein tödlicher Zwischenfall. Ein Anhänger des FC Santos wurde von einer Gruppe von Fans des Vereins FC São Paulo im Anschluss an ein Spiel der beiden Teams erschlagen.

### Korruption und Skandale

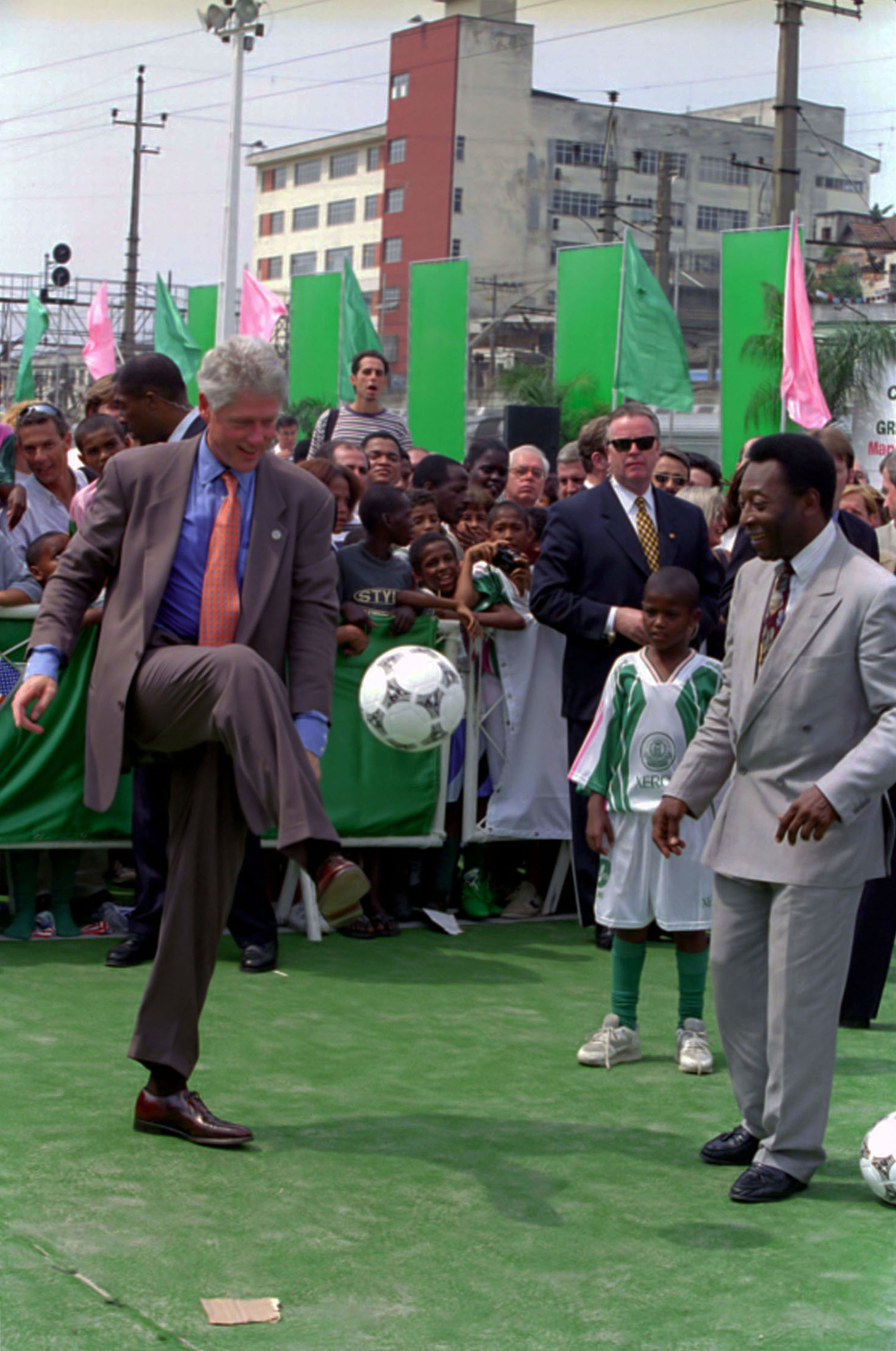
Bill Clinton und Pelé in Rio de Janeiro am 15. Oktober 1997

Unter den brasilianischen Funktionären ist die Verwicklung in Korruption offensichtlich, so hat sich insbesondere Ricardo Teixeira verdächtig gemacht.
Im September 2005 erschütterte ein Wettskandal den brasilianischen Fußball. Die angesehene Zeitschrift Veja hatte die Verwicklung des Fifa-Schiedsrichters Edilson Pereira de Carvalho und des Unternehmers Nagib Fayad aufgedeckt, die später von der Bundespolizei verhaftet wurden. Daneben wurden auch noch weitere Schiedsrichter der Manipulation verdächtigt, wie Paulo José Danelon.
Edilson beteuerte zunächst gegenüber dem Sender TV Globo, niemals Spiele verschoben zu haben, obwohl er und seine Familie unter Druck gesetzt worden seien, doch kurz darauf gab er zu, die Resultate von sieben Spielen beeinflusst zu haben, darunter eine Partie der Copa Libertadores zwischen Banfield (Argentinien) und Alianza (Peru). Wie abgehörte Telefonate ergaben, hatte er 10.000 Real pro Spiel erhalten, während die Hintermänner Gewinne zwischen 200.000 und 400.000 Real machten. Elf Partien mussten daraufhin wiederholt werden.
1997 war durch den Fernsehsender TV Globo bereits eine Korruptionsaffäre bekannt geworden, in der der Vorsitzende des Schiedsrichterausschusses, Ivens Mendes, der Bestechlichkeit und Manipulation von Spielen überführt und lebenslang gesperrt wurde.

### Fußball und Politik
Entsprechend seiner gesellschaftlichen Bedeutung ist Fußball in Brasilien oft Gegenstand heftiger Debatten, die sich bis ins Parlament hineinziehen können. Darüber hinaus ist er auch institutionell enger in das politische System eingebunden als etwa in Deutschland. So wurde Pelé 1995 als Sonderminister für Sport in das Kabinett des neuen Präsidenten Cardoso berufen. Es waren sogar Gerüchte im Umlauf, Pelé wolle sich bei den Wahlen 2001 um das höchste Amt im Staat bewerben. Die enge Verflechtung zwischen Politik und Sport wird häufig auch für das Ausmaß der Korruption im brasilianischen Fußball mitverantwortlich gemacht.